# Támadás a Fehér Ház ellen 2. – London ostroma
A Támadás a Fehér Ház ellen 2. – London ostroma (eredeti cím: London Has Fallen) 2016-os amerikai akció-thriller, a Támadás a Fehér Ház ellen című film folytatása, melynek története hat évvel később játszódik. Rendezője Babak Najafi. A rendezői székbe eredetileg Fredrik Bond-ot szerették volna a készítők, de Wayne Blair és Gary Fleder is esélyesek volt. A forgatókönyvet Creighton Rothenberger, Katrin Benedikt, Chad St. John, valamint Christian Gudegast írta. A főszerepet Gerard Butler, Aaron Eckhart és Morgan Freeman alakítja.
Az Amerikai Egyesült Államokban 2016. március 4-én mutatták be. Magyarországon egy héttel később, március 10-én került szinkronizálva a mozikba, a Big Bang Media forgalmazásában.
Folytatása, a Támadás a Fehér Ház ellen 3. – A védangyal bukása 2019-ben jelent meg.

## Rövid történet
A miniszterelnök temetésére Londonba érkező amerikai ügynök belekeveredik egy összeesküvésbe, amelynek célja a világ összes jelenlévő vezetőjének meggyilkolása.

## Cselekmény
|  | Alább a cselekmény részletei következnek! |

A brit miniszterelnök váratlanul meghal, temetésére összegyűlnek a világ vezetői, beleértve az amerikai elnököt is. Csakhamar kiderül, hogy az esemény egy nagy formátumú csapda része, és a temetés ürügyén Londonba érkezett vezetőket álcázott és beépített terroristák különböző merényletekkel ölnek meg, egyedül az amerikai elnök tud elmenekülni hűséges testőre, Banning segítségével. Kis híján kijutnak a városból, azonban Stinger rakétákkal felfegyverzett terroristák lelövik a helikoptereiket. A közvélemény azt hiszi, hogy az amerikai elnök is meghalt. Ők ezt követően menedékre lelnek egy sötét metróalagútban. Azonban egy csapat terrorista lemegy utánuk. Végül megölik őket, és megismerkednek Kamrannal, a terroristák egyik helyi vezetőjével.
Ezalatt a Fehér Házban az elnököt és Banninget keresik drónok segítségével, ezalatt Amir Barkaby egy videót küld és még az alelnököt is felhívja telefonon. Barkaby egy fegyverkereskedő, aki Jemenből küldi parancsait a helyi embereinek. Az FBI-listán ő a hatodik.
Ezalatt Banning és Asher elnök menedékre talál egy MI6 menedékházban. Ott tudomást szereznek az alelnök üzenetéről. Egy katonáknak álcázott terroristacsoport érkezik a házhoz és tűzharc bontakozik ki köztük és Banning között.
|  | Itt a vége a cselekmény részletezésének! |